# Cmentarz żydowski w Jeziorach
Cmentarz żydowski w Jeziorach – znajduje się w agromiasteczku Jeziory i został założony około 1800 roku.
Kirkut ma kształt zbliżony do trójkąta i położony jest we wschodniej części miasta w obszarze pomiędzy ulicą Zelenają (улица Зеленая) a autostradą P145 prowadzącą do osiedla Ostryna, leżącego na wschód.
Cmentarz służył społeczności wyznania mojżeszowego, która w 1830 r. liczyła 235 osób, w 1878 r. 508 osób, a według Powszechnego Spisu Ludności z 1921 r. 867 osób.
Teren nekropolii jest obecnie zdewastowany, nie zachowały się żadne nagrobki.